# Festival di Primavera di Trujillo
Festival di Primavera di Trujillo, è un festival e evento culturale che si svolge nella città peruviana di Trujillo, tra la fine di settembre e l'inizio di ottobre di ogni anno. La festa di primavera è considerato uno dei più rappresentativi della città di Trujillo e onora il suo soprannome di Città della primavera eterna. Questo festival è anche uno dei più grandi del paese e attira la presenza di migliaia di turisti provenienti da tutto il pianeta. L'attrazione principale di questo festival è una tradizionale sfilata primavera, coinvolgendo principalmente regine di bellezza del Lions club in tutto il continente, nel corteo c'è una competizione nella decorazione su alegory e di essere onorato con il premio chiamato il leone d'oro. È organizzato dal Lions Club di Trujillo.

## Storia
Il primo Festival di Primavera di Trujillo si è tenuto da 1950, e da allora è stato tenuto ogni anno, con la presenza di molti visitatori provenienti da tutto il mondo. L'organizzazione è responsabile del Lions Club di Trujillo. Il Festival Internazionale di Primavera è stata formalizzata dal Decreto Supremo 15 del 31 maggio 1961 e dalla legge del Congresso n ° 15621 del 28 settembre 1965, che è stato nominato Trujillo con il titolo di "Capitale della Primavera" per il primo governo di Fernando Belaunde Terry.. In recent editions of the festival artistic presentations are made in various parts of the city.

## Galleria d'immagini

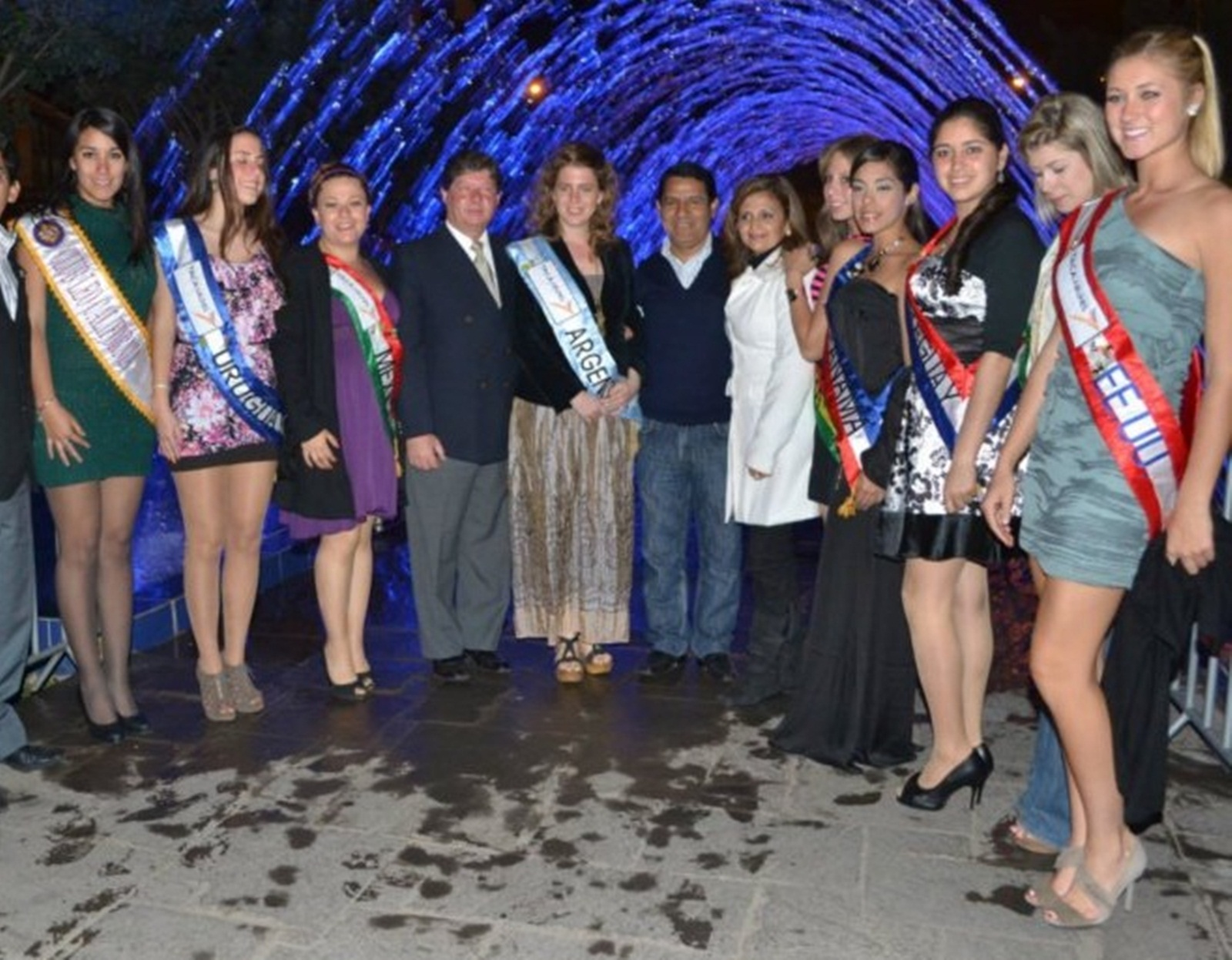
Regina nella parata in Víctor Larco
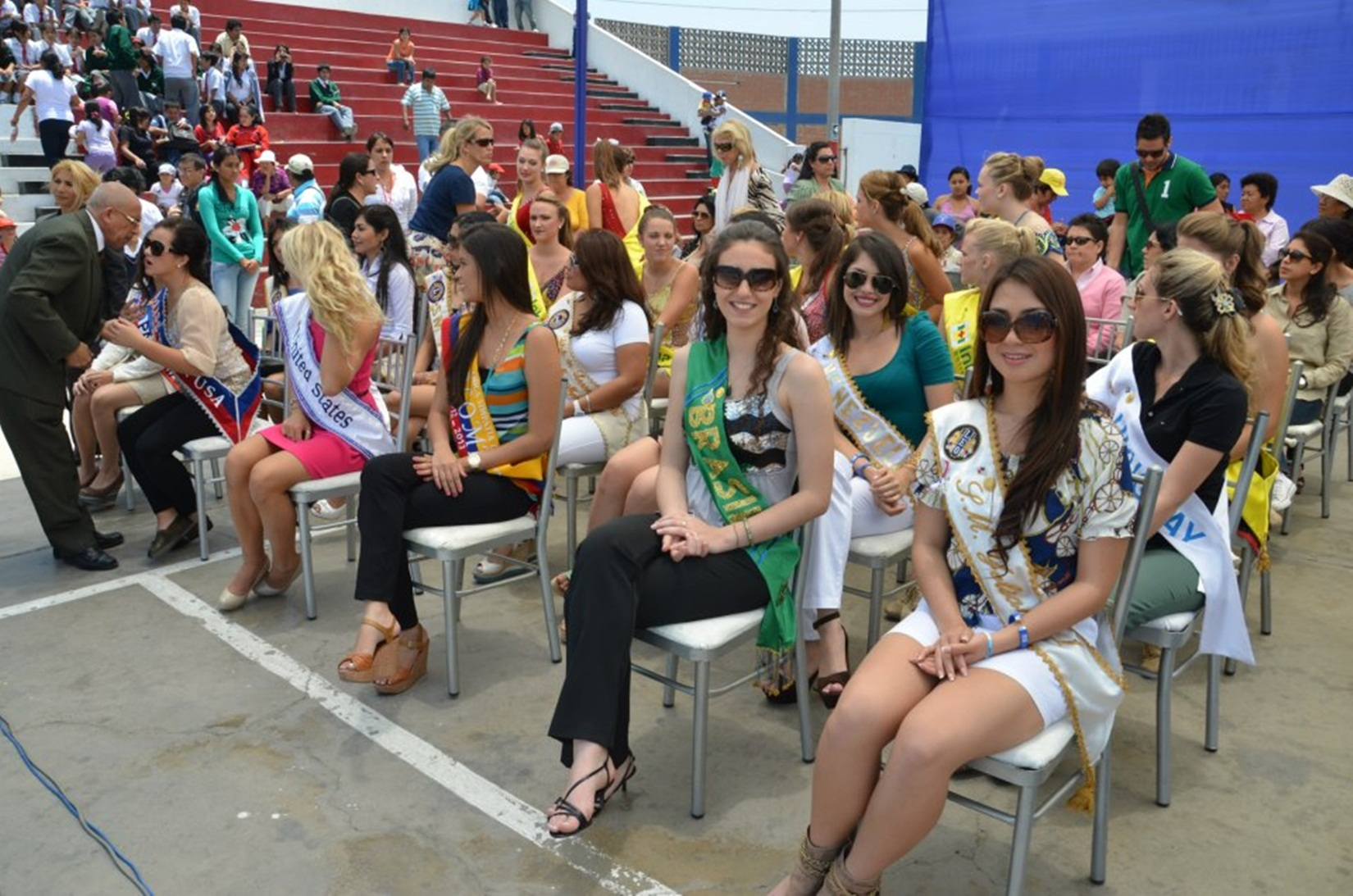
Regina
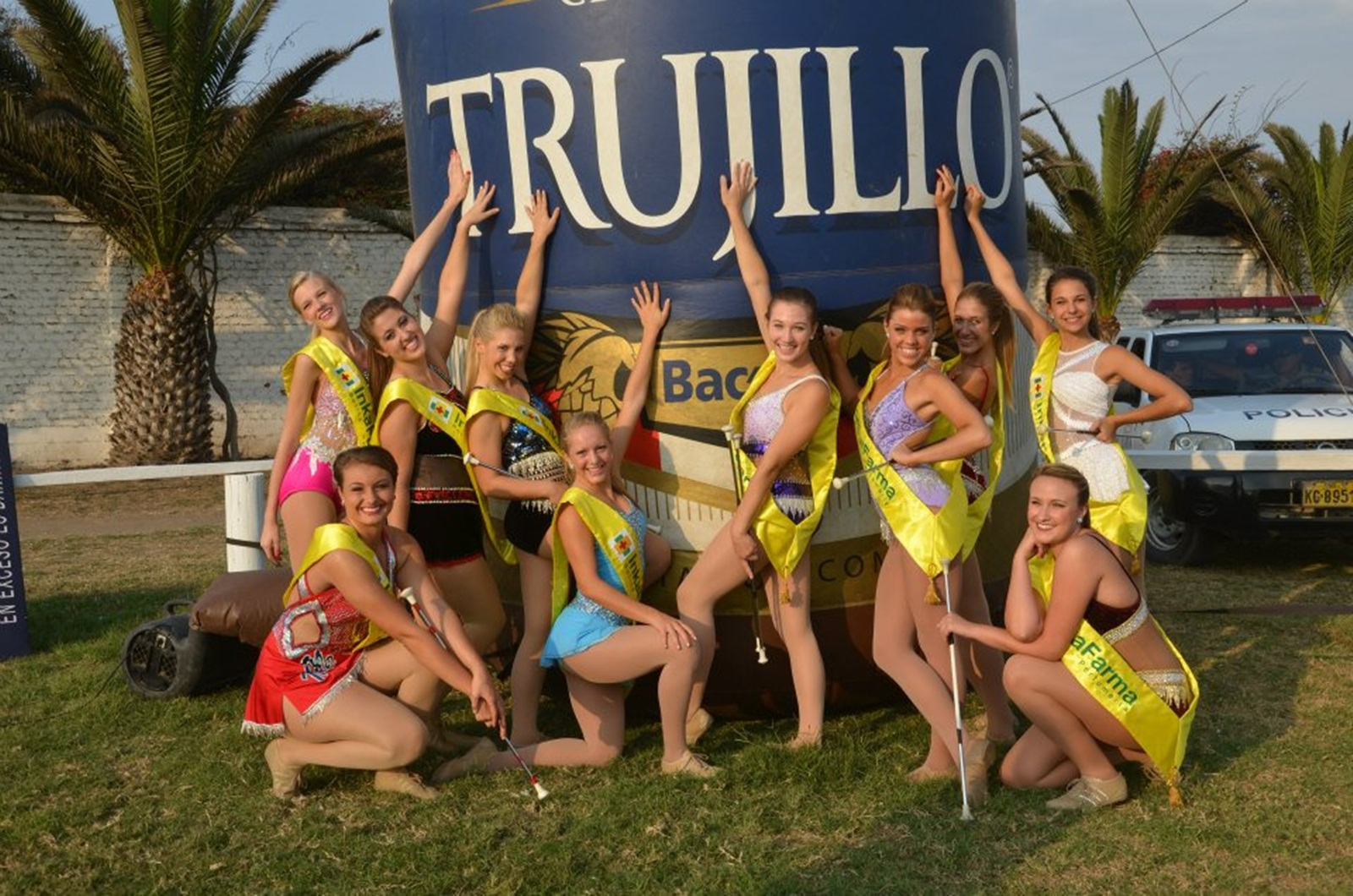
majorette (Guaripolas)
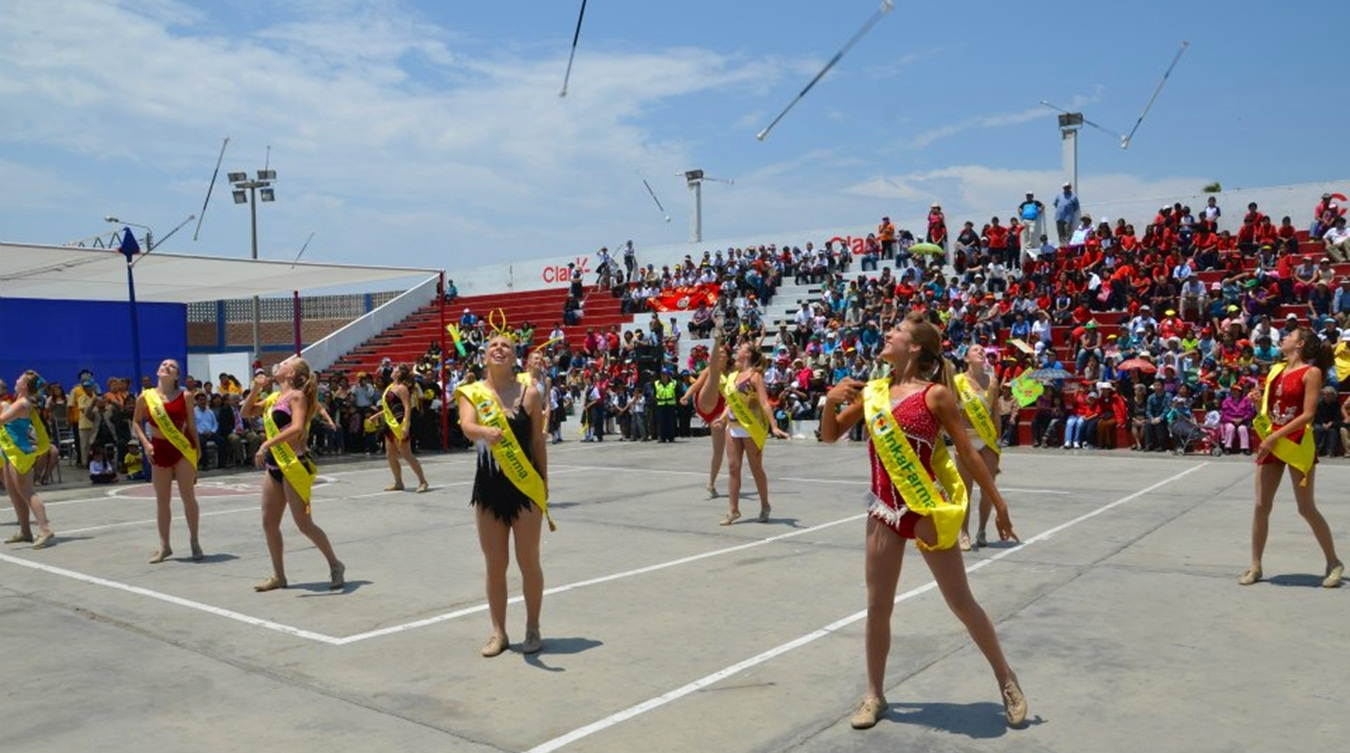
majorette